# Grabenstraße 1 (Bad Camberg)

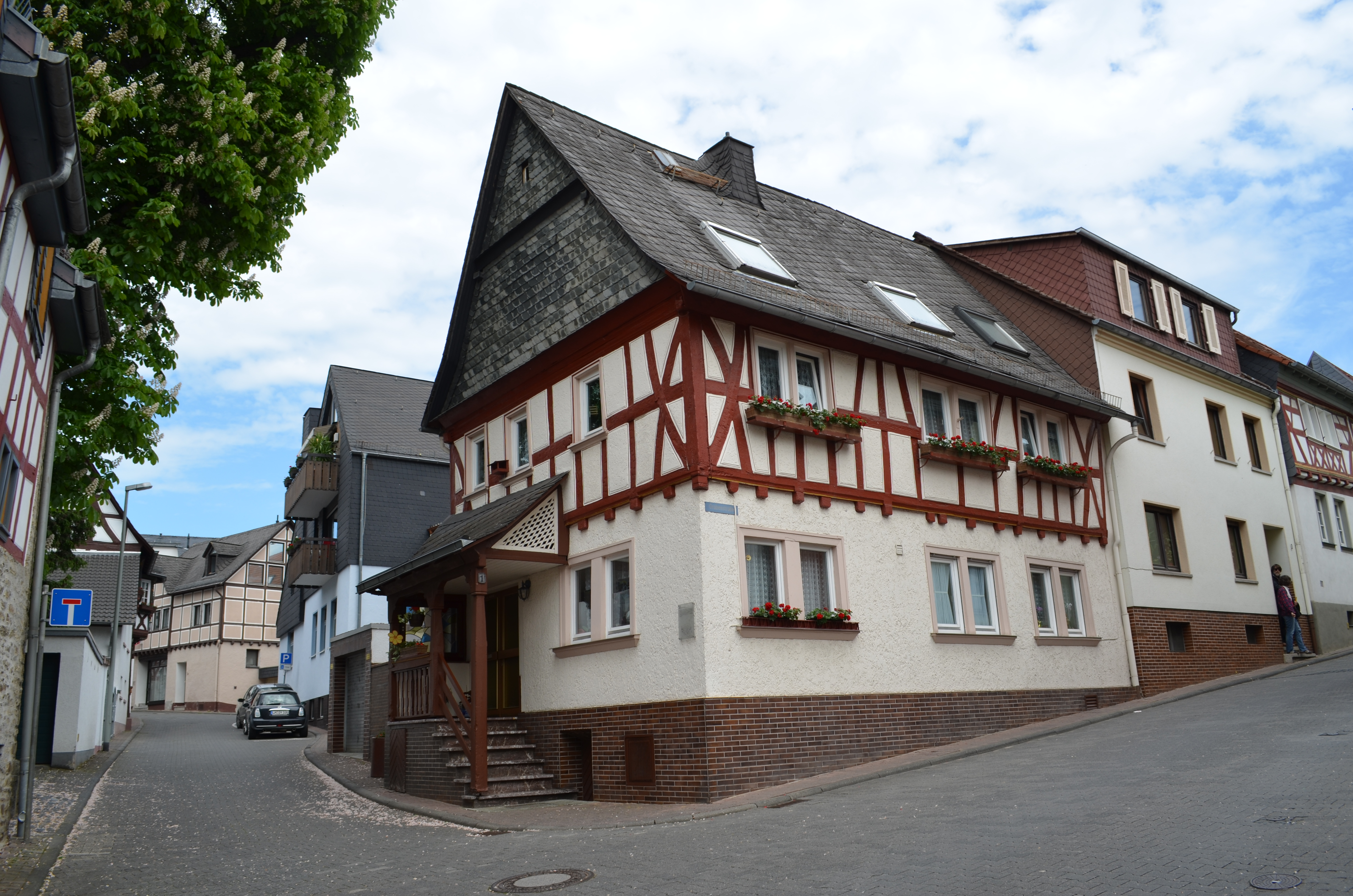
Gebäude Grabenstraße 1 in Bad Camberg

Das Gebäude Grabenstraße 1 in Bad Camberg, einer Stadt im Süden des mittelhessischen Landkreises Limburg-Weilburg, wurde zwischen 1595 und 1605 errichtet. Das Wohnhaus an der Ecke zur Schmiedgasse ist ein geschütztes Kulturdenkmal.
Das Fachwerkhaus hat ein Erdgeschoss, das massiv erneuert wurde. Darüber steht zwischen schmalen Schwell- und Rähmhölzern eine Fachwerkstruktur mit überblatteten Eckstreben. Der Dachstuhl ist original erhalten. 
Der erhöhte Eingang überfängt eine hölzerne Treppenlaube des 19. Jahrhunderts. Das Haus gilt als das älteste in der Grabengasse.
Das Gebäude wurde vor einigen Jahren umfassend renoviert.